# Alpaida marmorata
Alpaida marmorata är en spindelart som först beskrevs av Władysław Taczanowski 1873.  Alpaida marmorata ingår i släktet Alpaida och familjen hjulspindlar. Inga underarter finns listade i Catalogue of Life.